# Neonauclea havilandii
Neonauclea havilandii är en måreväxtart som beskrevs av Sijfert Hendrik Koorders och Colin Ernest Ridsdale. Neonauclea havilandii ingår i släktet Neonauclea och familjen måreväxter.
Artens utbredningsområde är Sulawesi. Inga underarter finns listade i Catalogue of Life.